# Brane Vidan
Brane Vidan, slovenski bas kitarist, * 10. oktober 1960
Bil je prvi basist v skupini Panda. Njegov način igranja je dal skladbam prepričljiv ritmično harmonski pečat in izraz. Bil tudi član skupine Hari Margot s Coletom Morettijem, s katerim je v skupini 1xBand predstavljal Slovenijo na izboru za Evrovizijo leta 1993 s pesmijo Tih deževen dan.